# Papszyce
Papszyce (biał. Папшычы, Papszyczy; ros. Папшичи, Papszyczi) – wieś na Białorusi, w obwodzie witebskim, w rejonie głębockim, 9 km na północny zachód od Głębokiego. Wchodzi w skład sielsowietu Udział. Wieś leży nad niewielką rzeką Arżanicą, niedaleko od jej ujścia do Berezówki.

## Historia
Wieś magnacka położona była w końcu XVIII wieku w powiecie oszmiańskim województwa wileńskiego.
W 1870 roku wieś leżała w wołoście Wierzchnie, w powiecie dziśnieńskim guberni wileńskiej. Wchodziła w skład majątku Michalce należącego do Hrebnickiego.
W latach 1921–1945 wieś a następnie kolonia leżała w Polsce, w województwie wileńskim, w powiecie dziśnieńskim, w gminie Wierzchnie, od 1929 roku w gminie Głębokie.
Według Powszechnego Spisu Ludności z 1921 roku zamieszkiwało tu 329 osób, 312 było wyznania rzymskokatolickiego, 16 prawosławnego a 1 ewangelickiego. Jednocześnie 319 mieszkańców zadeklarowało polską a 10 białoruską przynależność narodową. Były tu 64 budynki mieszkalne. W 1931 w 79 domach zamieszkiwało 345 osób.
Wierni należeli do parafii rzymskokatolickiej w Udziale i prawosławnej w Głębokiem. Miejscowość podlegała pod Sąd Grodzki w Głębokiem i Okręgowy w Wilnie; właściwy urząd pocztowy mieścił się w Głębokiem.
Po agresji ZSRR na Polskę w 1939 roku wieś znalazła się pod okupacją sowiecką, w granicach BSRR. W latach 1941–1944 była pod okupacją niemiecką. Następnie leżała w BSRR. Od 1991 roku w Republice Białorusi.

## Parafia rzymskokatolicka
Wieś była siedzibą parafii Ducha Świętego i św. Maksymiliana Marii Kolbego, w dekanacie głębockim diecezji witebskiej. Obecnie kaplica Zesłania Ducha Świętego jest filią parafii w Udziale.

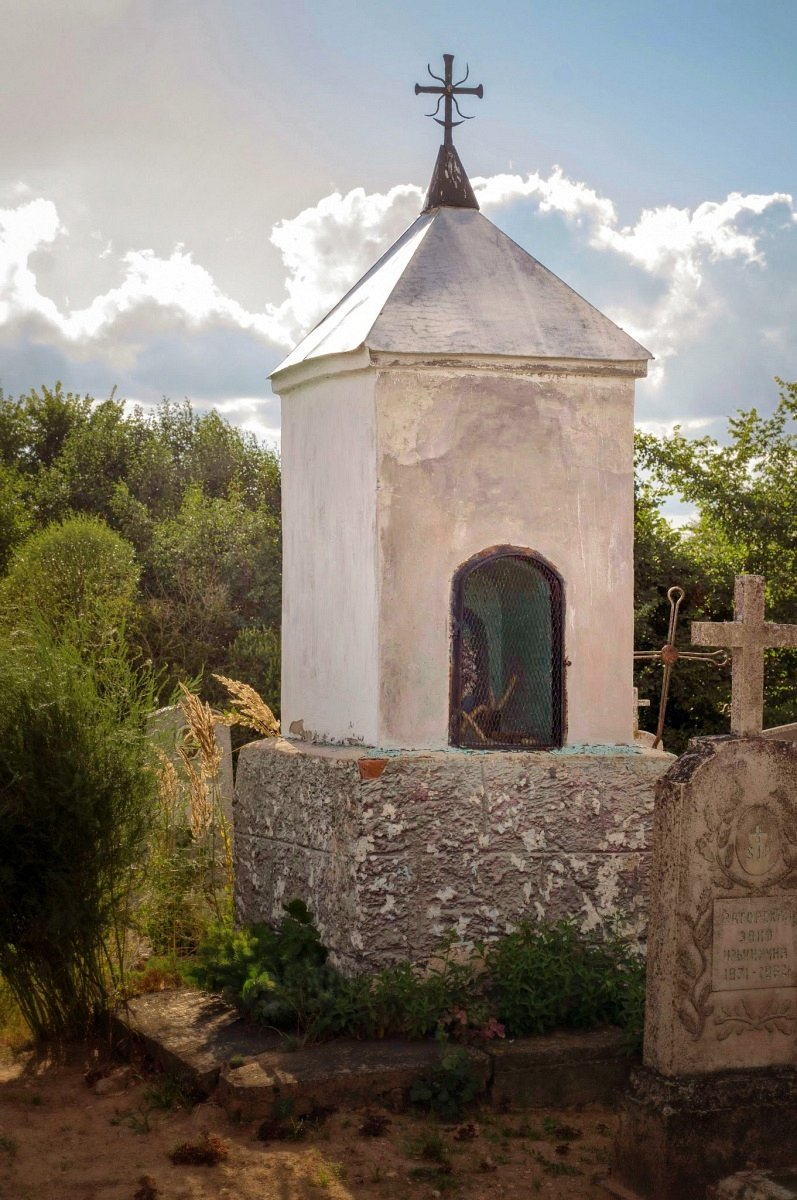
Kapliczka na cmentarzu